# Buk na Berglu
Buk na Berglu je památný strom v bývalé osadě Bergl v Hartmanicích v okrese Klatovy na okraji lesa na místě zvaném Bobń Berglpeter, usedlostí čp. 17. Buk lesní (Fagus sylvatica L.) roste v nadmořské výšce 900 m, má mohutný kmen o obvodu 470 cm (měření 2010), stáří se odhaduje na 200 let. Chráněným stromem byl vyhlášen 24. prosince 2010 jako autochtonní druh (původní odrůda buku), esteticky zajímavý strom, historicky důležitý, významný stářím i vzrůstem a jako významný krajinný prvek.

## Památné stromy v okolí
- Javor klen u Nového Sedla I
- Javor klen u Nového Sedla II
- Lípa na Myších Domcích
- Lípa na Wunderbachu
- Paštěcká lípa
- Smrk na Stimlingu